# Manouria emys
La tortuga montesa (Manouria emys), también conocida como la tortuga gigante asiática de bosque por ser la tortuga más grande del continente asiático, o la tortuga asiática marrón, es una especie de tortuga terrestre de la familia Testudinidae que se distribuye por India (Assam), Bangladés, Birmania (o Myanmar), Tailandia, Malasia e Indonesia (Sumatra y Borneo). Es la tortuga más primitiva de todas las tortugas vivas.

## Descripción

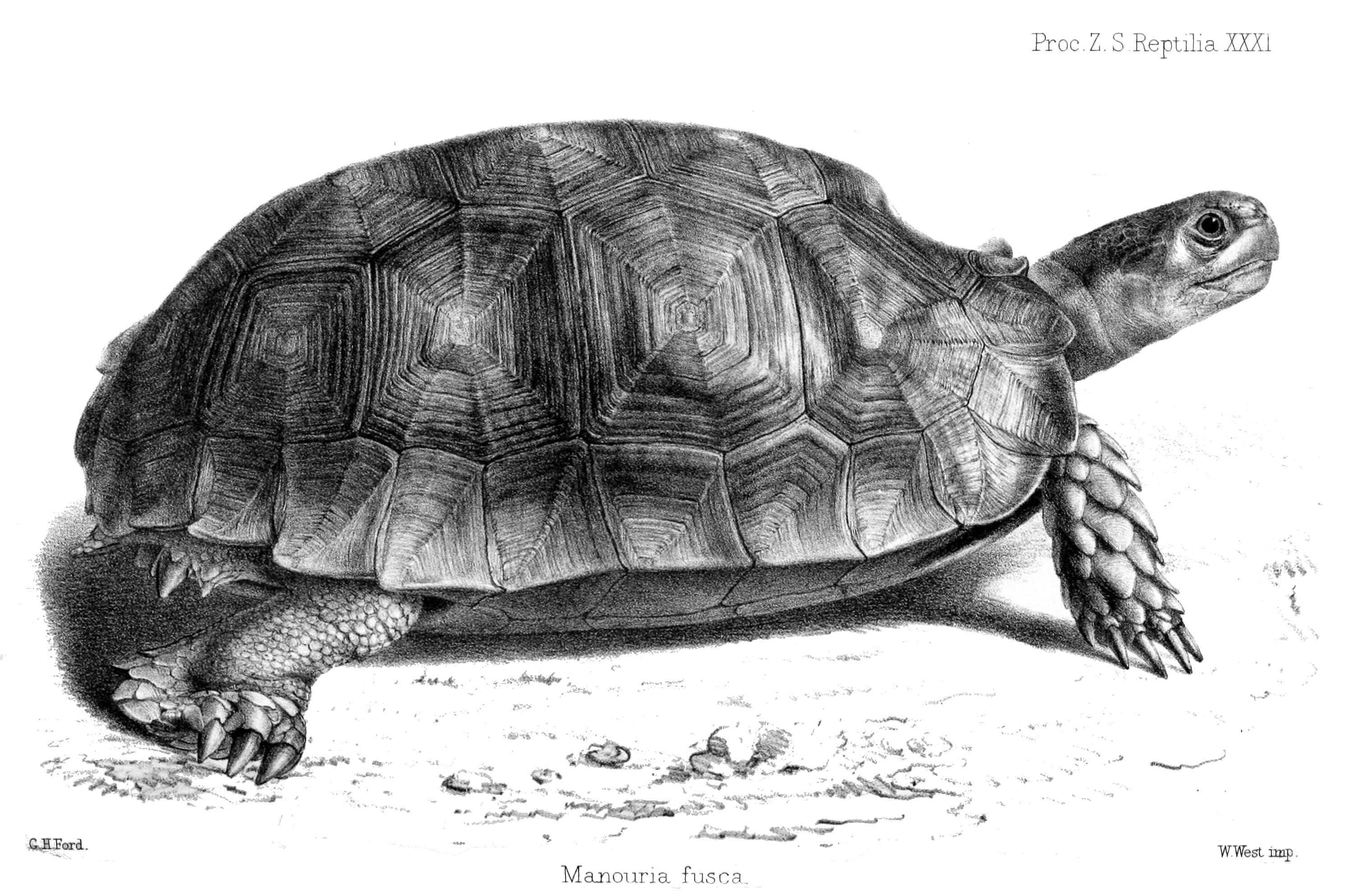
Grabado de 1860.

Es la mayor tortuga en el continente asiático, una adulta grande de las subespecies del norte, Me phayrei, puede alcanzar los 25 kg en la naturaleza y mucho más en cautividad. Los adultos son de color marrón oscuro o negruzco; el caparazón de los jóvenes es de color marrón amarillento, con manchas de color marrón oscuro. 
Es la tortuga más primitiva de todas las tortugas vivas, sobre la base de estudios morfológicos y moleculares. Esta es la única tortuga que pone sus huevos sobre el suelo en un nido, en las construcciones de las hembras en la hojarasca. La hembra utiliza las dos patas delanteras y traseras para recoger el material para el nido y pone hasta 50 huevos en el interior la misma. Ella se sienta en y cerca del nido para protegerlo de los depredadores y de intrusos.  

## Subespecies

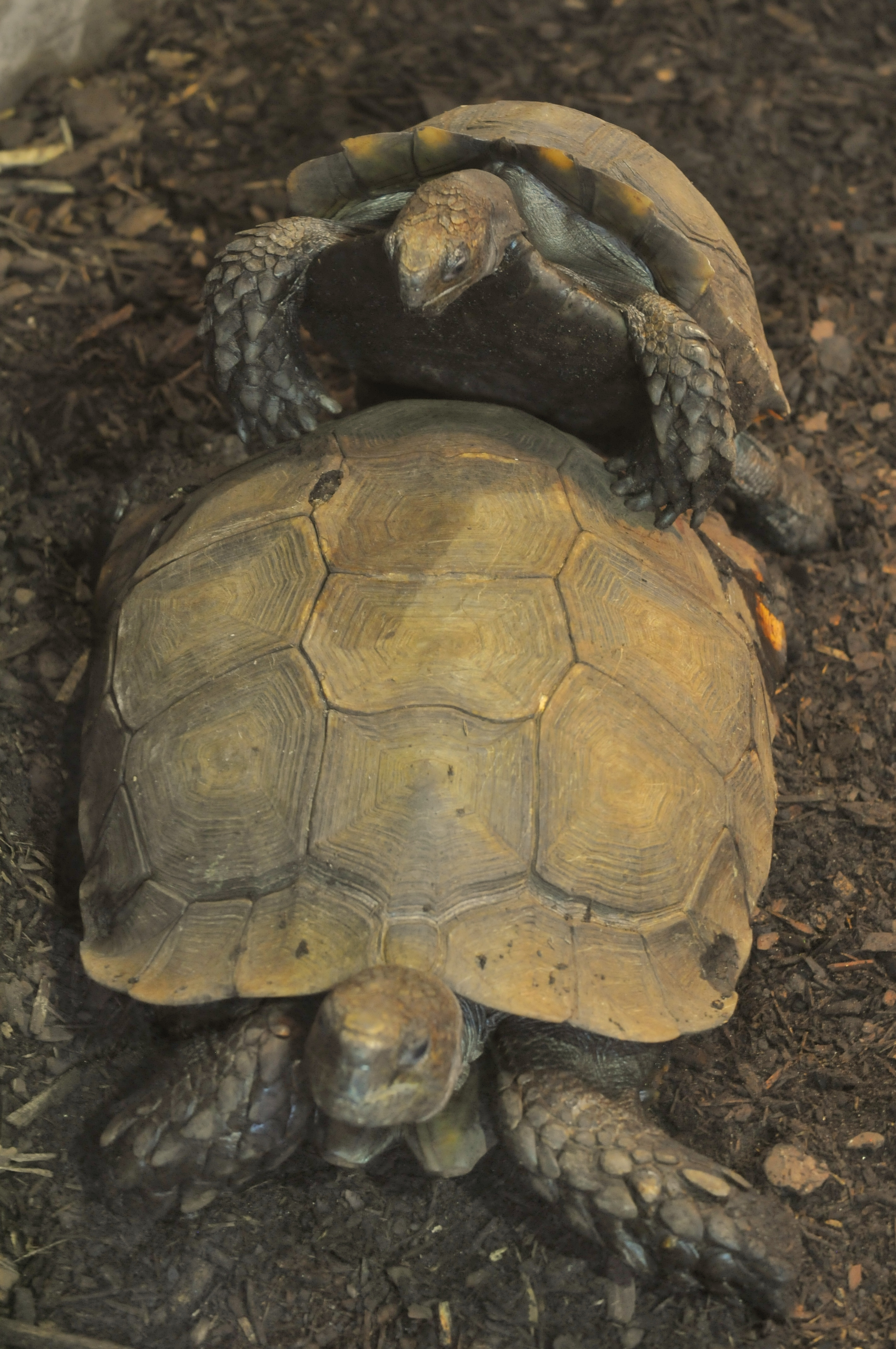
Cópula de Manouria emys.

- Manouria emys emys: Sur de Tailandia, Malasia, Sumatra, Borneo; Localidad tipo: Sumatra. M. e. emys ha separado escudos pectorales, mientras que M. e. phayrei ha unido escudos pectorales.

- Manouria emys phayrei: Norte/oeste de Tailandia, noreste de la India; Localidad tipo: Arakan, provincias Tenasserim. M. e. phayrei viene de Sir Arthur Purves Phayre (1812-1885), del Ejército británico, oficial de la India que se convirtió en Comisionado de la  Birmania británica.